# کوتلوگوزا
کوتلوگوزا (انگلیسی: Kutluguza) یک شهرک در شهرستان گافوریسکی استان باشقیرستان کشور روسیه است.